# In My Own Words
In My Own Words ist das Debütalbum des US-amerikanischen Sängers Ne-Yo.

## Entstehung
Ne-Yo schrieb die Texte für alle Lieder selbst. Als Produzent konnte er unter anderen Stargate verpflichten, der für sechs Lieder auf dem Album verantwortlich war. Das Album wurde am 28. Februar 2006 in den Vereinigten Staaten veröffentlicht und erreichte mit 301.000 verkauften Einheiten in der ersten Woche Platz 1 der Billboard 200. Nur bei Stay war mit Peedi Peedi ein Gastmusiker beteiligt.

## Rezeption
Auf allmusic.com nannte Andy Kellman das Album sehr fokussiert und auf den Punkt gebracht, besonders für ein Album mit mehreren Produzenten. Ne-Yo sei nicht der „flashigste“ Sänger, aber er balanciere sehr gut zwischen Härte und Zärtlichkeit. Kellman vergab vier von fünf Sternen, die Website vergab die Auszeichnung „AMG Album Pick“. Im Rolling Stone wurde das Album von Jonathan Ringen mit drei von fünf Sternen bewertet. Er verglich Ne-Yos recht hohen Tenor mit Stevie Wonders und charakterisierte ihn angesichts etwa der Texte von So Sick und Get Down Like That als „freak in the sheets but a gentleman on the streets“: „Ein Freak im Bett, aber ein Gentleman auf der Straße“.

## Titelliste
| #   | Titel                    | Länge |
| --- | ------------------------ | ----- |
| 1.  | Stay (feat. Peedi Peedi) | 3:52  |
| 2.  | Let Me Get This Right    | 3:48  |
| 3.  | So Sick                  | 3:29  |
| 4.  | When You’re Mad          | 3:42  |
| 5.  | It Just Ain’t Right      | 3:48  |
| 6.  | Mirror                   | 3:48  |
| 7.  | Sign Me Up               | 3:27  |
| 8.  | I Ain’t Gotta Tell You   | 3:17  |
| 9.  | Get Down Like That       | 4:06  |
| 10. | Sexy Love                | 3:41  |
| 11. | Let Go                   | 3:49  |
| 12. | Time                     | 3:49  |

## Kommerzieller Erfolg

### Chartplatzierungen

#### Album
| ChartsChartplatzierungen       | Höchstplatzierung | Wochen |
| ------------------------------ | ----------------- | ------ |
| Deutschland (GfK)              | 27 (5 Wo.)        | 5      |
| Österreich (Ö3)                | 63 (2 Wo.)        | 2      |
| Schweiz (IFPI)                 | 11 (15 Wo.)       | 15     |
| Vereinigte Staaten (Billboard) | 1 (37 Wo.)        | 37     |
| Vereinigtes Königreich (OCC)   | 14 (28 Wo.)       | 28     |

| ChartsJahrescharts (2006)      | Platzierung |
| ------------------------------ | ----------- |
| Vereinigte Staaten (Billboard) | 27          |
| Vereinigtes Königreich (OCC)   | 98          |

#### Singles
| Jahr | Titel           | Höchstplatzierung, Gesamtwochen, AuszeichnungChartplatzierungen (Jahr, Titel, , Platzierungen, Wochen, Auszeichnungen, Anmerkungen) | Höchstplatzierung, Gesamtwochen, AuszeichnungChartplatzierungen (Jahr, Titel, , Platzierungen, Wochen, Auszeichnungen, Anmerkungen) | Höchstplatzierung, Gesamtwochen, AuszeichnungChartplatzierungen (Jahr, Titel, , Platzierungen, Wochen, Auszeichnungen, Anmerkungen) | Höchstplatzierung, Gesamtwochen, AuszeichnungChartplatzierungen (Jahr, Titel, , Platzierungen, Wochen, Auszeichnungen, Anmerkungen) | Höchstplatzierung, Gesamtwochen, AuszeichnungChartplatzierungen (Jahr, Titel, , Platzierungen, Wochen, Auszeichnungen, Anmerkungen) | Höchstplatzierung, Gesamtwochen, AuszeichnungChartplatzierungen (Jahr, Titel, , Platzierungen, Wochen, Auszeichnungen, Anmerkungen) | Anmerkungen                                                |
| Jahr | Titel           | DE | AT | CH | UK | US | R&B | Anmerkungen                                                |
| ---- | --------------- | --- | --- | --- | --- | --- | --- | ---------------------------------------------------------- |
| 2005 | Stay            | — | — | — | — | — | R&B36 (20 Wo.)R&B | Erstveröffentlichung: 20. September 2005 feat. Peedi Peedi |
| 2006 | So Sick         | DE11 Gold · (16 Wo.)DE | AT21 (12 Wo.)AT | CH5 (21 Wo.)CH | UK1 Platin · (23 Wo.)UK | US1 Platin + Gold · (25 Wo.)US | R&B3 (32 Wo.)R&B | Erstveröffentlichung: 24. Januar 2006                      |
| 2006 | When You’re Mad | — | — | — | — | US15 (20 Wo.)US | R&B4 (24 Wo.)R&B | Erstveröffentlichung: 28. Februar 2006                     |
| 2006 | Sexy Love       | DE28 (9 Wo.)DE | — | CH29 (17 Wo.)CH | UK5 Silber · (18 Wo.)UK | US7 Platin + Gold · (17 Wo.)US | R&B2 (34 Wo.)R&B | Erstveröffentlichung: 11. Juli 2006                        |

### Auszeichnungen für Musikverkäufe
| Land/Region                  | Auszeichnungen für Musikverkäufe (Land/Region, Auszeichnung, Verkäufe) | Verkäufe  |
| ---------------------------- | ---------------------------------------------------------------------- | --------- |
| Neuseeland (RMNZ)            | Platin                                                                 | 15.000    |
| Japan (RIAJ)                 | Platin                                                                 | 250.000   |
| Vereinigte Staaten (RIAA)    | 2× Platin                                                              | 2.000.000 |
| Vereinigtes Königreich (BPI) | Platin                                                                 | 300.000   |
| Insgesamt                    | 5× Platin ·                                                            | 2.565.000 |

Hauptartikel: Ne-Yo/Auszeichnungen für Musikverkäufe